# نادي بنادر
نادي بنادر هو نادي كرة قدم صومالي من مدينة مقديشو، تأسس سنة 1993، ويُشكل رفقة نادي علمان ديربي مقديشو.

## الإنجازات

### الدوري الصومالي الممتاز
- البطل (10 مرات): 2019-2020، 2015–16، 2013–14، 2009–10، 2008-09، 2004–06، 1999، 1989، 1986، 1976.

### كأس الصومال
- البطل (3 مرات): 2003، 2012، 2020.[2]